# Stadion Yamaha w Nonthaburi
Stadion Yamaha lub dawniej Stadion Thunderdome – stadion piłkarski położony w Pak Kret w Tajlandii. Stadion był sponsorowany przez firmę Yamaha. Jest obecnie używany do meczów piłki nożnej i jest macierzystym stadionem klubu Muangthong United Thai Premier League. Stadion mieści 25 000 widzów.